# Рейнмеер Аомори
«Рейнмеер Аомори» (яп. ラインメール青森 Райнмэру Аомори, англ. ReinMeer Aomori) — японский футбольный клуб из города Аомори, столицы одноименной префектуры. В настоящий момент выступает в Японской футбольной лиге, четвёртом по силе дивизионе страны.

## История
Спортивная ассоциация «Рейнмеер Аомори» была основана в 1995 году и управлялась Футбольной ассоциацией города Аомори, которая отбирала игроков из существующих в префектуре клубов. Название команды происходит от сочетания двух немецких слов: «rein» (чистый) и «meer» (море). Это название является отсылкой на природу в префектуре Аомори, которая была признана самой чистой во всей Японии.
На эмблеме клуба изображен главный герой местного фестиваля, который называется «Аомори Нэбута Мацури».
До 2008 года клуб выступал в чемпионате префектуры. Заняв в том сезоне второе место, клуб повысился в лигу Тохоку. В 2015 году, спустя 7 лет участия в данном дивизионе, «Рейнмеер Аомори» снова занял второе место и повысился в Японскую футбольную лигу. После повышения перед клубом появилась задача выхода в Джей-лигу 1. По плану развития клуба это должно произойти к 2030 году. Для этого в 2018 году клуб подал заявку на получение статуса клуба 100-летнего плана. В декабре того же года заявка была одобрена.

## Стадион
Команда выступает на стадионе «Какухиро Групп», также известного под названием «Митиноку Банк Дрим», вмещающем 20 809 зрителей. Данное количество мест соответствует требованиям первого дивизиона Джей-лиги, а стадион имеет соответствующую лицензию.